# Automolis subulva
Automolis subulva är en fjärilsart som beskrevs av Paul Mabille. Automolis subulva ingår i släktet Automolis och familjen björnspinnare. Inga underarter finns listade i Catalogue of Life.